# Massimo Zanichelli
Massimo Zanichelli (Milano, 31 marzo 1970) è un saggista e regista italiano.

## Biografia
Laureato in storia dell'arte presso la facoltà di Lettere e Filosofia dell’Università degli Studi di Milano, ha iniziato a occuparsi di vino alla fine degli anni Novanta. Dal 2001 al 2016 ha fatto parte del «Dream Team» del Gruppo Editoriale l’Espresso, firmando la rubrica sul vino del settimanale L'Espresso e la guida I Vini d’Italia. Dal 2004 è iscritto come pubblicista all'Ordine dei Giornalisti della Lombardia. Ha curato le pubblicazioni di Go Wine Editore e collaborato con le riviste Ex Vinis e Grand Gourmet, ha redatto anche il Repertorio Veronelli dei vini italiani (Veronelli, 2005) e I grandi cru del Soave. Ritratto di un territorio e dei suoi interpreti (Peruzzo, 2008). Scrive per Acquabuona e per VITAE, rivista dell’Associazione italiana sommelier.
Il suo libro Effervescenze, che è stato salutato da Camillo Langone come «Il più interessante libro sul vino italiano da vari anni a questa parte», si inserisce nella tradizione del diario di viaggio enologico inaugurata da Mario Soldati con Vino al vino in quanto, più che classificare i vini, li narra, conducendo il lettore nelle vigne, rendendolo partecipe degli incontri con i produttori e delle loro storie, quasi come in un film.
Alla sua attività di scrittore ha affiancato quella di documentarista del vino, rinnovando il genere con le sue esperienze maturate nel campo cinematografico in qualità di docente, saggista e regista: Dal 2002 al 2017 è stato professore di storia del cinema alla Scuola Civica Faruffini di Sesto San Giovanni; è relatore di corsi di cinema dal 2002 presso il Cinema Rondinella di Sesto San Giovanni e dal 2012 presso Corsi Corsari di Milano. Ha scritto di registi quali Don Siegel e Christopher Nolan e di generi come il cinema dei vampiri. Nel 2016 ha realizzato Il volto di Milano, un documentario che racconta i mutamenti della città attraverso le voci di Gianni Mura, Giorgio Fontana, Marina Spada e dell’artista Maia Sambonet
Nel 2019 ha esordito nella narrativa con Disarmònia rerum o dell’insignificanza (Bietti, ISBN 978-88-8248-414-9).

## Opere

### Saggistica
- Repertorio Veronelli dei vini italiani, Seminario Luigi Veronelli, 2005, ISBN 978-88-7250-081-1.
- Con Aldo Lorenzoni e Giovanni Ponchia: I grandi cru del Soave. Ritratto di un territorio e dei suoi interpreti, Veneto agricoltura, 2008.
- Psyco & Psycho. Genesi, analisi e filiazioni del thriller più famoso della storia del cinema, Le Mani-Microart’s, 2010, ISBN 978-88-8012-556-3.
- Fino all’ultima goccia. Tutto il cinema dei vampiri da «Dracula» a «True Blood», Mimesis, 2014, ISBN 978-88-5752-334-7.
- Christopher Nolan. Il tempo, la maschera, il labirinto, Bietti, 2015, ISBN 978-88-8248-320-3. Nuova edizione 2018, ISBN 978-88-8248-399-9.
- Con Ilaria Floreano: Amori fatali. Grandi passioni tra cinema e realtà, Le Mani-Microart’s, 2016, ISBN 978-88-8012-703-1.
- Effervescenze. Storie e interpreti di vini vivi, Bietti, 2017, ISBN 978-88-8248-381-4.
- Il grande libro dei vini dolci d’Italia, Giunti Editore, 2018, ISBN 978-88-0986-719-2.
- I quattro elementi del vino italiano. La Montagna, Bietti, 2022, ISBN 978-88-8248-492-7.

### Documentari
- Sinfonia tra cielo e terra. Un viaggio tra i vini del Veneto, 2013[14]
- F for Franciacorta, 2015[15]
- Generazione Barolo-Oddero Story, 2016[16]
- Il volto di Milano, 2017[17]
- Nel nome del Dogliani, 2017, con le musiche di Ludovico Einaudi[18]
- La casa del Pinot Nero, 2020